# Liatongus urus
Liatongus urus är en skalbaggsart som beskrevs av Hermann Julius Kolbe 1914. Liatongus urus ingår i släktet Liatongus och familjen bladhorningar. Inga underarter finns listade i Catalogue of Life.